# Bestia di Stronsay

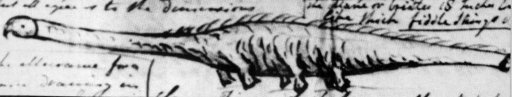
Schizzo della bestia eseguito da sir Alexander Gibson nel 1808

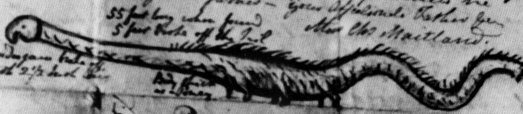
Altro schizzo del "mostro" di Stronsay

La Bestia di Stronsay era un misterioso corpo in via di decomposizione, detto anche globster, di una creatura marina incagliatasi a Stronsay, nelle Isole Orcadi, in Scozia, nel 1808.
La carcassa misurava 16,76 metri di lunghezza, il solo "collo" ne misurava 4,57, la circonferenza del corpo era di 3 metri circa.
Gli zoologi del Royal Museum di Edimburgo acconsentirono inizialmente alla classificazione di "specie sconosciuta". 
Tuttavia in seguito sir Everard Home, anatomista, chirurgo e naturalista londinese, chiese ed ottenne un campione della misteriosa carcassa. Dopo l'analisi di una coppia delle vertebre, concluse che la "Bestia di Stronsay" era semplicemente uno squalo elefante (Cetorhinus maximus), la cui carcassa era in avanzato stato di decomposizione. Molti scozzesi criticarono l'interpretazione dell'anatomista, così che, nel 1849, il prof. John Goodsir effettuò ulteriori analisi, ma anch'egli giungendo alla stessa conclusione del collega.
Da notare, tuttavia, che la carcassa ha superato in lunghezza il più grande squalo mai registrato, di 12,20 metri di lunghezza. Con 16,76 metri di lunghezza, la Bestia di Stronsay, ha lasciato un enigma criptozoologico ancora odierno, con il dubbio che si trattasse di una specie sconosciuta di squalo.